# 伊号第三百七十四潜水艦
伊号第三百七十四潜水艦（いごうだいさんびゃくななじゅうよんせんすいかん）は、日本海軍の未成潜水艦。普遍的には伊三百七十三型潜水艦（丁型改）の2番艦とされているが、法令上は伊三百六十一型潜水艦の14番艦。

## 艦歴
マル戦計画の潜水艦丁、第2961号艦型の3番艦、仮称艦名第2963号艦として計画。仮称艦名第2961号艦は伊三百六十一型潜水艦の雷装を廃した改造型として建造されることとなったため、後に第2962号艦型の2番艦に計画変更。
1944年10月24日、横須賀海軍工廠で起工。12月8日、伊号第三百七十四潜水艦と命名されて伊三百六十一型潜水艦の14番艦に定められ、本籍を横須賀鎮守府と仮定。
1945年4月17日、工事中止が発令された。工事中止時の進捗率は40%だったとされる。その後解体された。